# Décès en 1041
Décès
- 1037
- 1038
- 1039
- 1040
- 1041
- 1042
- 1043
- 1044
- 1045

Cette page dresse une liste de personnalités mortes au cours de l'année 1041 :
- 12 août : Urraca de Navarre, comtesse de Castille.
- septembre : Ala ad-Dawla Muhammed, également appelé Ala o-dowleh Mohammad ben Dochmanziyâr pesar Kâkuyeh ou Alâ' ad-Dawla Abû Ja`far Muhammad ben Duchmanziyâr ben Kâkâwyî, militaire daylamite qui a fondé l'éphémère, mais importante dynastie des Kakouyides dans le Jibâl.
- 10 décembre : Michel IV le Paphlagonien, empereur byzantin.

- Achot IV d'Arménie, roi d'Arménie.
- Adolf II de Lotharingie (en), comte palatin de Lotharingie.
- Akazome Emon,  poétesse japonaise de waka.
- Eadmund de Durham, évêque de Durham.
- Eadulf III de Bernicie, comte de Bamburgh ou de  Bernicie.
- Fujiwara no Kintō, également appelé Dainagon Kintō, poète japonais ainsi qu'un bureaucrate de l'époque de Heian et un membre du clan Fujiwara.
- Gauthier II d'Oisy, Gauthier II de Cambrai, ou Wauthier, Watier, Wouter, sire d'Oisy et de Crèvecœur, châtelain de Cambrai, connu aussi sous le titre de Gauthier II de Cambrai, ou encore Gauthier II de Lens dit le vieux.
- Hovhannès-Smbat III d'Arménie, membre de la famille arménienne des Bagratides, roi d'Arménie.
- Mac Beathaidh mac Ainmire (en), poète et Ollamh Érenn (en) irlandais.
- Mohammed, sultan ghaznévide.
- Oldéric-Manfred II d'Oriate, seigneur italien.
- Pierre Deljan, ou Pierre Dolianos, chef bulgare d'une révolte contre l'Empire byzantin.
- Tancrède de Hauteville (seigneur du Cotentin)

## Crédit d'auteurs
- Cet article est partiellement ou en totalité issu de l'article intitulé « 1041 » (voir la liste des auteurs).